# Live at the Royal Albert Hall (Adele)
Live at the Royal Albert Hall is het eerste livealbum met dvd of blu-ray van de Britse popzangeres Adele.

## Geschiedenis
Op het album staat een concertregistratie van haar optreden op 22 september 2011 in de Royal Albert Hall in Londen. Tijdens het concert speelde ze nummers die afkomstig waren van haar debuutalbum 19 en haar tweede album 21. Op 29 november 2011 verscheen het album, een week later kwam het op nummer drie binnen in de Nederlandse Album Top 100. In de zesde week bereikte het album de nummer 1-positie in de lijst en werd het Adeles derde nummer 1-album.

## Hitnotering

### NederlandseAlbum Top 100
| Hitnotering: 03-12-2011 t/m 03-11-2012 | Hitnotering: 03-12-2011 t/m 03-11-2012 | Hitnotering: 03-12-2011 t/m 03-11-2012 | Hitnotering: 03-12-2011 t/m 03-11-2012 | Hitnotering: 03-12-2011 t/m 03-11-2012 | Hitnotering: 03-12-2011 t/m 03-11-2012 | Hitnotering: 03-12-2011 t/m 03-11-2012 | Hitnotering: 03-12-2011 t/m 03-11-2012 | Hitnotering: 03-12-2011 t/m 03-11-2012 | Hitnotering: 03-12-2011 t/m 03-11-2012 | Hitnotering: 03-12-2011 t/m 03-11-2012 | Hitnotering: 03-12-2011 t/m 03-11-2012 | Hitnotering: 03-12-2011 t/m 03-11-2012 | Hitnotering: 03-12-2011 t/m 03-11-2012 | Hitnotering: 03-12-2011 t/m 03-11-2012 | Hitnotering: 03-12-2011 t/m 03-11-2012 | Hitnotering: 03-12-2011 t/m 03-11-2012 | Hitnotering: 03-12-2011 t/m 03-11-2012 |
| Week:                                  | 1                                      | 2                                      | 3                                      | 4                                      | 5                                      | 6                                      | 7                                      | 8                                      | 9                                      | 10                                     | 11                                     | 12                                     | 13                                     | 14                                     | 15                                     | 16                                     | 17                                     |
| -------------------------------------- | -------------------------------------- | -------------------------------------- | -------------------------------------- | -------------------------------------- | -------------------------------------- | -------------------------------------- | -------------------------------------- | -------------------------------------- | -------------------------------------- | -------------------------------------- | -------------------------------------- | -------------------------------------- | -------------------------------------- | -------------------------------------- | -------------------------------------- | -------------------------------------- | -------------------------------------- |
| Positie:                               | 3                                      | 2                                      | 3                                      | 2                                      | 2                                      | 1                                      | 1                                      | 1                                      | 3                                      | 6                                      | 6                                      | 1                                      | 1                                      | 2                                      | 5                                      | 6                                      | 6                                      |
| Week:                                  | 18                                     | 19                                     | 20                                     | 21                                     | 22                                     | 23                                     | 24                                     | 25                                     | 26                                     | 27                                     | 28                                     | 29                                     | 30                                     | 31                                     | 32                                     | 33                                     | 34                                     |
| Positie:                               | 6                                      | 7                                      | 7                                      | 9                                      | 10                                     | 14                                     | 8                                      | 9                                      | 19                                     | 23                                     | 24                                     | 19                                     | 15                                     | 15                                     | 17                                     | 18                                     | 12                                     |
| Week:                                  | 35                                     | 36                                     | 37                                     | 38                                     | 39                                     | 40                                     | 41                                     | 42                                     | 43                                     | 44                                     | 45                                     | 46                                     | 47                                     | 48                                     | 49                                     |                                        |                                        |
| Positie:                               | 18                                     | 21                                     | 17                                     | 23                                     | 32                                     | 16                                     | 23                                     | 33                                     | 38                                     | 35                                     | 33                                     | 28                                     | 29                                     | 36                                     | 34                                     | uit                                    |                                        |